# Maria Rebelo
Maria Rebelo (geschiedene Lelut; * 29. Januar 1956 in Ilhavo, Portugal) ist eine ehemalige französische Langstreckenläuferin.
Zehnmal nahm sie an den Crosslauf-Weltmeisterschaften teil mit folgenden Platzierungen:
- 1983 in Gateshead: 68
- 1984 in East Rutherford: 59
- 1985 in Lissabon: 43
- 1986 in Colombier: 44
- 1987 in Warschau: 19
- 1988 in Auckland: 35
- 1989 in Stavanger: 10
- 1993 in Amorebieta: 46
- 1994 in Budapest: 49
- 1995 in Durham: 86

1987 und 1989 gewann sie dabei mit der französischen Mannschaft Silber.
1981 wurde sie Dritte der Französischen Meisterschaften im Marathon, und 1984 gewann sie die Premiere des Halbmarathons Le Lion.
1985 kam sie beim IAAF-Weltcup-Marathon auf den 49. Platz und wurde Achte beim Chicago-Marathon. Im Jahr darauf triumphierte sie nach einem weiteren Sieg bei Le Lion beim Paris-Marathon, wurde Neunte beim Marathon der Europameisterschaften in Stuttgart, gewann die 20 km von Paris und wurde Zweite in Chicago. 1987 wurde sie Zweite beim IAAF-Weltcup-Marathon. Beim Marathon der Weltmeisterschaften in Rom gab sie auf, beim Tokyo International Women’s Marathon wurde sie Sechste.
1988 wurde sie Sechste beim Europacup-Marathon, lief beim Marathon der Olympischen Spiele in Seoul auf dem 18. Platz ein und wurde Dritte in Tokio. 1989 gelang ihr ihr dritter Sieg bei Le Lion. Einem vierten Platz in Chicago folgte 1990 ein 14. Platz beim London-Marathon.
Im Sommer gewann sie beim Marathon der Europameisterschaften in Split Bronze, im Herbst wurde sie Französische Marathonmeisterin. 1991 wurde sie beim im Rahmane des London-Marathons ausgetragenen Weltcup-Marathon und beim Marathon der Weltmeisterschaften in Tokio jeweils Fünfte.
1992 wurde sie Vierte beim Lissabon-Halbmarathon. Beim Marathon der Olympischen Spiele in Barcelona erreichte sie nicht das Ziel. Bei den Halbmarathon-Weltmeisterschaften in South Shields belegte sie den 60. Platz, beim New-York-City-Marathon wurde sie Zehnte.
Im Jahr darauf siegte sie beim Paris-Halbmarathon und wurde als Gesamtzweite des Paris-Marathons Französische Meisterin. Bei den Weltmeisterschaften in Stuttgart und beim Weltcup-Marathon wurde sie jeweils Zwölfte. 1994 verteidigte sie als Gesamtzehnte in Paris ihren nationalen Meistertitel. Bei der Premiere der Crosslauf-Europameisterschaften in Alnwick wurde sie Fünfte und gewann mit der Mannschaft Silber.
1995 wurde sie beim letzten Weltcup-Marathon Neunte.
Dreimal wurde sie Französische Meisterin im Marathon (1990, 1993, 1994) und je einmal über 10.000 Meter (1985), im 25-km-Straßenlauf (1985), im Halbmarathon (1992) und im Crosslauf (1994).

## Bestzeiten
- 10.000 m: 32:38,88 min, 13. August 1988, Tours
- Halbmarathon: 1:11:01 h, 15. März 1992, Lissabon
- 25-km-Straßenlauf: 1:25:36 h, 8. Mai 1989, Montpellier
- Marathon: 2:29:04 h, 21. April 1991, London